# Ралф Рейко
Ралф Рейко (на английски: Ralph Raico) е американски историк.
Роден е на 23 октомври 1936 година в Ню Йорк. Завършва Нюйоркския градски колеж, след което защитава докторат в Чикагския университет под ръководството на Фридрих Хайек. Преподава история в Щатския колеж на Бъфало. Работи главно в областта на историята на европейския либерализъм.
Ралф Рейко умира на 13 декември 2016 година.